# 河东街道 (茂名市)
河东街道，是中华人民共和国广东省茂名市茂南区下辖的一个乡镇级行政单位。

## 行政区划
河东街道下辖以下地区：
尚谷车社区、禾黎社区、岭咀社区、计星社区、迎宾社区、竹园社区、方兴社区、双山社区、荔红社区、西粤社区、高凉社区、茂油河东社区服务站、茂油乙烯二区社区服务站、茂油双山社区服务站和南庄社区。